# Autostrada RA6 (Włochy)
Autostrada RA06 (wł. Raccordo Autostradale RA06) – połączenie autostradowe w środkowych Włoszech. Arteria łączy stolicę Umbrii Perugię z Autostradą A1 (Autostradą Słońca). Długa na 59 kilometrów trasa oznaczana jest także numerem 75-bis. W rejonie Perugii szosa biegnie przez kilka tuneli, tworząc z trasą krajową 3-bis obwodnice tego miasta. Przejazd autostradą jest bezpłatny.